# U-1
O Unterseeboot 1 foi um submarino alemão da Kriegsmarine que atuou durante a Segunda Guerra Mundial. Não afundou e nem danificou qualquer embarcação inimiga durante a guerra.

## Comandantes
| Comandante               | Data                                          |
| ------------------------ | --------------------------------------------- |
| Klaus Ewerth             | 29 de Junho de 1935 - 30 de Setembro de 1936  |
| Kptlt. Alexander Gelhaar | 1 de Outubro de 1936 - 2 de Fevereiro de 1938 |
| KrvKpt. Jürgen Deecke    | 29 de Outubro de 1938 - 6 de Abril de 1940    |

## Carreira

### Subordinação
| 1 de Julho de 1935 - 1 de Setembro de 1939     | U-Bootschulflottille (treinamento) |
| 1 de Setembro de 1939 - 1 de Fevereiro de 1940 | U-Bootschulflottille (treinamento) |
| 1 de Março de 1940 - 6 de Abril de 1940        | U-Bootschulflottille (operação)    |

### Patrulhas
|       | Comandante            | Partida             | Partida       | Chegada             | Chegada       | Dias    |
| ----- | --------------------- | ------------------- | ------------- | ------------------- | ------------- | ------- |
| 1     | Kptlt. Jürgen Deecke  | 15 de Março de 1940 | Kiel          | 29 de Março de 1940 | Wilhelmshaven | 15 dias |
| 2     | KrvKpt. Jürgen Deecke | 4 Apr 1940          | Wilhelmshaven | 6 Apr 1940          | 3 dias        |         |
| Total | Total                 | Total               | Total         | Total               | Total         | 18 dias |